# AIDA (méthode)
Pour les articles homonymes, voir AIDA.
AIDA est l'acronyme de «Attention/Intérêt/Désir/Action» qui désigne le Modèle utilisé par les acteurs du marketing.
Selon ce modèle, l'attitude d'un client face à un produit ou un service résulte d'un jeu de composantes qui peut déboucher soit sur une prédisposition favorable à l'achat, soit sur une situation de blocage ne permettant pas de conclure l'achat.
«Cette attitude est ce qui permet à un individu de simplifier la vision d'un environnement complexe et de constituer en quelque sorte une grille de lecture. Elles se constituent et évoluent en fonction des expériences et du contexte propre à l'acheteur considéré.» 

## Diagnostiquer l'état présent de l'attitude client
L'attitude d'un client résulte du jeu de 3 composantes qu'il convient de caractériser précisément si l'on veut comprendre et influer sur des paramètres censés conditionner l'acte d'achat :
| Composante                        | Niveau | Définition |
| Attention ou Composante cognitive | 1      | La connaissance du produit par l'acheteur peut être bonne ou au contraire nulle, erronée, incomplète ou imprécise. (cela dépend de la notoriété du produit en cause)                                                           |
| Intérêt ou Composante affective   | 2      | L'acheteur comme tout individu porte une appréciation subjective, bonne ou mauvaise, sur un produit (cela dépend principalement de l'expérience de l'acheteur et secondairement de l'image de marque véhiculée par le produit) |
| Désir ou Composante conative      | 3      | Cela correspond chez l'acteur à l'existence d'une tendance à agir, capable de concrétiser les prédispositions favorables antérieures.                                                                                          |
| --------------------------------- | ------ | --- |

## Débloquer les composantes freinant l'achat
Selon le diagnostic établi précédemment, il convient maintenant d'agir avec tous les moyens de communication possibles et disponibles sur les niveaux réputés déficients. Et ce de façon hiérarchisée : d'abord le niveau 1, puis le niveau 2, et enfin le niveau 3.
| Composantes de l'attitude | Résistance au changement | Action                                                 | Effet                                                   |
| Composante Cognitive      | Difficulté : +           | 1 Attirer l'attention de l'acheteur                    | Obtenir l'attention, passer à la connaissance produit   |
| Composante Affective      | Difficulté : ++          | 2 Susciter l'intérêt, provoquer le désir de l'acheteur | Obtenir une évaluation, passer à la préférence          |
| Composante Conative       | Difficulté : +++         | 3 Déclencher le désir, puis l'acte d'achat             | Obtenir une conviction, passer à l'achat proprement dit |
| ------------------------- | ------------------------ | ------------------------------------------------------ | ------------------------------------------------------- |

Nombre de non-performances dans le cadre de la relation client s'expliquent :
- par le fait que les blocages ou freinages n'ont pas été identifiés.
- par le fait que les actions de communication n'ont pas été adressées aux niveaux où cela était nécessaire. D'où soit des excès de dépenses sur des niveaux qui n'en avaient pas besoin, soit des insuffisances/ absences de communication là où le manque était le plus patent.